# Histoire de Popayán

Armes actuelles de la ville de Popayán.

L'histoire de Popayán inventorie, étudie et interprète l'ensemble des événements du passé liés à cette ville.

## Fondation de Popayán
Les conquistadors espagnols, après avoir consolidé leur présence dans les zones côtières de la Colombie, commencèrent l'exploration des régions intérieures. La ville de Popayán fut fondée le 13 janvier 1537 par le conquistador Sebastián de Belalcázar. 
Popayán était la capitale de la province de Popayán, entité politique et administrative de la Nouvelle-Grenade durant la domination espagnole. Cette province fut dissoute en 1857.

## Batailles de Calibío et de la Cuchilla del Tambo

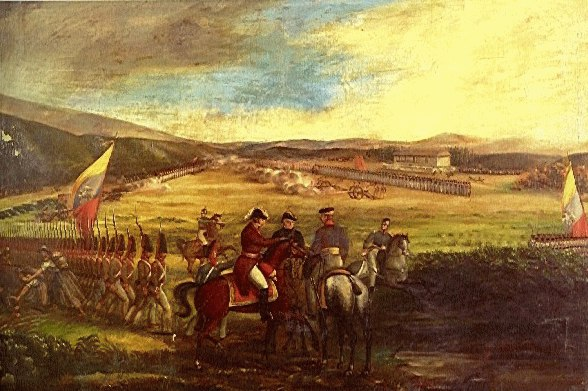
La bataille de Calibío (peinture de José María Espinosa Prieto).

En janvier 1814, la bataille de Calibío, affrontement armé entre les troupes patriotes des Provinces-Unies de Nouvelle-Grenade et les troupes royalistes espagnoles, se solda par la défaite des royalistes, permettant au général Antonio Nariño d'entrer dans Popayán.
Entre décembre 1813 et mai 1814, lors de la campagne de Nariño dans le sud, l'armée d'Antonio Nariño prit la ville de Popayán et les alentours de celle de Pasto.
En 1816, pendant la bataille de la Cuchilla del Tambo entre les troupes indépendantistes de la Nouvelle-Grenade et les forces royalistes espagnoles, des forces royalistes furent envoyées à Pasto pour une offensive sur Popayán. Les forces indépendantistes (700 hommes) et les forces royalistes (1 400 hommes) s'affrontèrent près d'El Tambo, dans l'actuel département de Cauca. L'armée royaliste prit possession de Popayán le 1er juillet 1816.

## District de Nouvelle-Grenade - Conflit armé colombo-équatorien
En 1824, le Congrès de la République de Colombie adopta la Ley de División Territorial de la República de Colombia qui réorganisait le territoire en trois districts, dont le District de Nouvelle-Grenade, ou District du Centre, comprenant, dans le département de Cauca, la province de Popayán.
En 1831, les provinces de Popayán, de Pasto et de Buenaventura furent à l'origine d'un conflit armé, la guerre colombo-équatorienne, ou guerre du Cauca, entre la République de Nouvelle-Grenade et l'Équateur, ce dernier revendiquant le département de Cauca entre autres.

## État fédéral de Cauca
En 1857, la province de Popayán fusionna avec les provinces de Pasto et de Buenaventura, entre autres, pour former l'État fédéral de Cauca, division administrative et territoriale de la Confédération grenadine, puis des États unis de Colombie. Popayán en devint la capitale.

## Essor de Popayán
Très rapidement, la ville prit une grande importance sur les plans politique, culturel et religieux. Plus de présidents colombiens viennent de Popayán (17 en tout) que de toute autre ville de Colombie, ainsi que de nombreux poètes, peintres et compositeurs. De plus, Popayán abrite l'Université du Cauca (fondée en 1827), l'une des plus anciennes de la Colombie et des plus distinguées des institutions d'enseignement supérieur. Il existe aussi une Alliance française de Popayán.
Le 31 mars 1983, la ville et de nombreux monuments furent très endommagés par un violent séisme qui dura dix-huit secondes. Les habitants tinrent à entreprendre tous les travaux nécessaires malgré les coûts et la difficulté. Le résultat à ce jour est édifiant, car il n'existe plus de dommages apparents.